# Njurtransplantation

Den transplanterade njuren placeras vanligen inferior (nedanför) de egna njurarna som inte brukar tas bort.

Njurtransplantation är en organtransplantation som innebär att en njure förs över till en patient från en annan individ som behandling mot kronisk njursvikt.
Den person som donerar en njure kan antingen vara vid liv eller nyligen avliden. Om donatorn är vid liv kommer patienten ofta till sjukhuset en eller två dagar före operationen, men om donatorn är nyligen avliden måste transplantationen ske snarast möjligt.
Själva operationen tar vanligtvis mellan två och tre timmar. Ett snitt på cirka tjugo centimeter görs ovanför ena ljumsken. Den nya njuren ersätter inte en av de ursprungliga njurarna, utan dessa lämnas kvar. Den nya njurens blodkärl ansluts till benets blodkärl, och dess urinledare ansluts till urinblåsan.

## Historia
Den första framgångsrika njurtransplantationen utfördes 23 december 1954 av amerikanske Joseph Murray vid Peter Bent Brigham Hospital i Boston, Massachusetts. Donatorn var direkt släkt med patienten.
Den 5 april 1962 utförde Murray den första transplantationen där donatorn inte var släkt med patienten.
Den 3 juni 1963 utförde belgiske Guy Alexandre den första framgångsrika njurtransplantationen från en hjärndöd donator med livsuppehållande behandling, vid Saint Pierre-sjukhuset i Leuven, Belgien.
I Sverige utfördes den första njurtransplantationen den 6 april 1964 på Serafimerlasarettet under ledning av professor Curt Franksson.